# Valenza
Valenza (en piamontés Valensa) es una localidad y comune italiana de la provincia de Alessandria, región de Piamonte, con 20.471 habitantes.
Se sitúa a unos 80 km al este de Turín y a unos 11 al norte de Alessandria. El municicipio se divide en dos fracciones: Villabella and Montevalenza.
Económicamente la ciudad destaca por su elaboración artesanal de joyería y oro. Gran parte de la economía de la ciudad depende directa o indirectamente de los metales preciosos.
En cuanto a arquitectura, destacan dos edificios: la Iglesia de la Santísima Anunciada y el Palazzo Pastore, el palacio más antiguo de Valenza. La Iglesia fue reconstruida después de uno de los numerosos asedios que vivió la ciudad. Su fachada es de estilo gótico piamontés.

## Historia
La zona en la que se sitúa la ciudad estuvo habitada desde tiempos muy remotos por los ligures. En el siglo II a. C. la zona fue conquistada por los romanos. Perteneciente al Ducado de Milán soportó tres asedios durante la guerra franco-española. El primero, del 9 de septiembre al 27 de octubre de 1635, y el segundo en 1641 fallidos. El tercero supuso la ocupación francesa desde el 13 de septiembre de 1656 a 1659, cuando es devuelta a España mediante el Tratado de los Pirineos. En 1707, durante la guerra de sucesión española se convirtió en parte del Ducado de Saboya con Víctor Amadeo II, después de su victoria en el sitio de Turín.

## Evolución demográfica
| Gráfica de evolución demográfica de Valenza entre 1861 y 2016 |
|                                                               |
| Fuente ISTAT - elaboración gráfica de Wikipedia               |